# Direktoriális rendszer
A direktoriális  vagy kollegiális vagy tanács-kormány  olyan politikai rendszer, ahol több ember közösen gyakorolja az államfő és / vagy kormányfő hatáskörét.
Mivel a 21. század elején szinte csak Svájcban létezik, (illetve kisebb mértékben San Marinoban) ezért svájci típusú kormányzati rendszernek is nevezik.

## Múltja
A rendszert az 1776-os pennsylvaniai alkotmány ihlette, amelyben kiemelkedően szerepelt a 12 fős kollegiális Legfelsőbb Végrehajtó Tanács a primus inter pares elnökletével. Ennek a kormányzati formának a francia mintára épülő változatai az 1792-1802 évi francia forradalmi háborúk alatt a Franciaország által meghódított európai régiókban is létrejöttek.
A 20. században Uruguayt, Jugoszláviát, Ukrajnát  és pár más országot rövidebb-hosszabb ideig direktoriális kormányok irányították. A volt Szovjetunió kormányát is bizonyos szempontból direktoriálisként lehetne jellemezni, de ez sokkal másabb mintában fejlődött.

## Svájcban
A Svájci Szövetségi Tanács tipikus parlamenti kormánynak tűnhet, de direktoriális rendszerű. Tagjait nem a közös politikai ideológia, hanem a kollegialitás tartja össze.

## Fordítás
Ez a szócikk részben vagy egészben  a   Directorial system című angol Wikipédia-szócikk fordításán alapul.  Az eredeti cikk szerkesztőit annak laptörténete sorolja fel. Ez a jelzés csupán a megfogalmazás eredetét és a szerzői jogokat jelzi, nem szolgál a cikkben szereplő információk forrásmegjelöléseként.